# Élections fédérales ouest-allemandes de 1983
Les élections fédérales ouest-allemandes de 1983 (en allemand : Bundestagswahl 1983) se tiennent le 6 mars 1983, afin d'élire la 10e législature du Bundestag.
Organisées lors de la sortie de la récession du début des années 1980, elles sont gagnées par le parti CDU du chancelier Helmut Kohl, cinq mois après son accession au pouvoir en octobre 1982 grâce au renversement d'alliance du petit parti FDP d' Hans-Dietrich Genscher qui depuis 1969 soutenait la coalition au pouvoir des sociaux-démocrates. Helmut Kohl obtient symboliquement dix points d'avance sur le SPD d'Hans-Jochen Vogel, englué dans les polémiques sur le pacifisme, le plus fort écart depuis 26 ans. Il restera chancelier ensuite seize ans de suite, jusqu’en 1998.
Les Verts entrent au Parlement fédéral pour la première fois, en passant de 1,5% à 5,7% des voix en seulement trois ans, menaçant de prendre le rôle charnière occupé depuis 1969 par le FDP, qui au contraire chute de 10,6% à 7%, mais moins que prévu par les sondages, même s'il baisse particulièrement dans les grandes cités protestantes et catholiques et se révèle profondément divisé. Son aile droite préfère voter directement pour la CDU, son nouvel allié gouvernemental, qui a annoncé des mesures de rigueur pour redresser des finances publiques laminées par la récession de l'année 1982, tout en bénéficiant des premiers chiffres de la très forte reprise économique de 1983, tandis qu'une partie des électeurs SPD vote pour les Verts et une autre pour le FDP, de crainte que le SPD ne trouve dans les Verts un nouvel allié.

## Contexte

### Le renversement d'alliance du 1er octobre 1982
Ces élections anticipées, ouvertes par la dissolution du Bundestag par le président Karl Carstens le 7 janvier 1983, font suite au renversement du chancelier Helmut Schmidt via un vote de méfiance constructif le 1er octobre au parlement, puis la constitution d’un gouvernement transitaire CDU-CSU/FDP chargé de voter le budget 1983, la CDU-CSU se plaçant non pas à partir de l’opposition mais comme parti de gouvernement", au moment de profondes dissensions au sein du FDP, dont le leader Hans-Dietrich Genscher peine à maintenir l’unité de son parti, et qui risque même une éventuelle disparition parlementaire.

### Des élections régionales aux "surprenants résultats"
Dans un premier temps, des élections régionales aux "surprenants résultats", montrent que l’opinion publique n'est guère en faveur de la nouvelle coalition FDP-CSU mise en place le 1er octobre et jusqu'en janvier, tout comme les sondages, rendent possible la victoire de Hans-Jochen Vogel pour le SPD:
- Hesse (26 septembre 1982);
- Bavière (10 octobre 1982) ;
- et surtout de Hambourg (19 décembre 1982).

Lors de ces élections, le discrédit du FDP est tel qu’il échoue à obtenir suffisamment de voix pour franchir le seuil électoral, et perd ainsi toute représentation dans les parlements de ces régions.
Les Verts, "quelquefois appelés écologistes-altematifs", ont au contraire obtenu les 5 % des suffrages nécessaires dans plusieurs régions et sont successivement entrés aux parlements de Brême (5,14 %), de Bade-Wurtemberg (5,3 %), de Berlin (7,2 %), de Basse-Saxe (6,8 %), d'Hambourg (7,7 %) et de Hesse (8,0 %). Ils espèrent ainsi se faire élire au Bundestag. Le succès des Verts, important dans les villes universitaires et les circonscriptions très concernées par des problèmes écologiques ou de stationnement de fusées américaines, est cependant très "lié au milieu social, au niveau de vie et de culture des électeurs". Les derniers programmes du SPD ne rendent plus guère aux "aspirations profondes" des salariés modestes  et sont dénoncé par le professeur de sciences politiques Richard Loewenthaj, qui proteste dès 1982 "contre la politique d’intégration des Verts de l'ex-chancelier SPD Willy Brandt"  et suggère "la consolidation des structures sociales existantes", dans six thèses avertissant contre l’ouverture du parti aux "milieux rejetant le développement industriel et la politique démocratiquement institutionnalisée".

## Campagne électorale

### Les rebondissements de la crise des euromissiles
Le SPD commet "l'erreur majeur" de "croire que le débat sur la crise des euromissiles en cours resterait au premier rang" car le 10 octobre 1981 une grande manifestation pacifiste contre l’installation des fusées Pershing avait réuni 300 000 participants dont plusieurs responsables du SPD. Ce thème sur lequel le nouveau candidat Hans-Jochen Vogel et les sociaux-démocrates ont "voulu concentrer leurs efforts" profite "surtout aux Verts", avec qui il "n’exclue pas la possibilité d’une coalition", ce qui "effraie" l’électorat SPD modéré "qui reporte ses voix sur la CDU ou le FDP". Les propos du leader soviétique Youri Andropov le 4 janvier 1983 à Prague, devant les dirigeants des pays du pacte de Varsovie, témoignent d'un durcissement soviétique, au moment où Ronald Reagan suggère "qu'il pourrait revenir sur ses propositions de réduction des missiles balistiques". Le 20 janvier 1983, Helmut Kohl et la position officielle allemande sur le stationnement de ces fusées reçoivent le soutien du président français François Mitterrand lors du premier discours de l'histoire d'un Français au Bundestag, à l’occasion du 20e anniversaire du Traité franco-allemand, alors que les Soviétiques espéraient une position différente. 
Les sondages annoncent que les Verts feront leur entrée au Bundestag et que le FDP en sortira, mais en fin de campagne il a "bénéficié de suffrages de l’électorat SPD modéré craignant un gouvernement de coalition SPD et Verts",, le SPD étant condamné avec virulence pour son alliance "rouge-verte" dans plusieurs régions, notamment celle de Francfort où les Verts sont menés par l'ex-activiste d'extrême-gauche Joschka Fischer. Le SPD est dans la foulée accusé d'avoir laissé un «héritage » catastrophique, proche de la banqueroute, par la CDU, qui annonce des mesures budgétaires correctives pour l'année 1983.
Ensuite, les problèmes socio-économiques ont joué un rôle déterminant dans la campagne électorale, les électeurs estimant que le redressement de la situation économique devient plus important que la politique sociale, déjà négligée par le SPD au profit de la question pacifiste. Les quartiers ouvriers des centres industriels comme la Ruhr restent de "véritables fiefs SPD", et les pertes y sont assez modestes, mais ce sont les circonscriptions où les "libéraux ont considérablement reculé" au profit du SPD, et où "la CDU obtient ses meilleurs gain", au détriment du même SPD, en particulier dans "les grandes agglomérations où la densité des travailleurs étrangers est particulièrement forte".

### Le thème de la rigueur budgétaire
L'Allemagne est en récessionaprès une politique monétaire qui s'est fortement durcie en 1981, comme d'autres pays après le "choc Volcker" déclenché par le président de la banque centrale des Etats-Unis Paul Volcker pour casser l'inflation générée par le second choc pétrolier de la fin 1979. La récession aux États-Unis y fera plonger le PIB de plus de 3% sur 1981 et 1982 et en Allemagne il baisse de 1,2% sur l'année 1982.
Le 2 décembre 1982, le chômage y est à son plus haut niveau depuis 1954 et pour la première fois au dessus de 2 millions de sans-emploi, les milieux officiels prévoyant même 2,5 millions. Le revenu réel baisse de 3 % sur les deux années 1981 et 1982, presque autant que les moins 4 % au Royaume-Uni. En novembre, la production industrielle plonge à 5,6 % sous de son niveau d'il y a un an. La Banque centrale allemande réduit alors son taux d'escompte pour la sixième fois depuis 1982, et d'un point entier comme la fois précédente le 21 octobre. 
Une loi budgétaire modificative pour 1983, voulue par la CDU au pouvoir, alerte sur la crise économique et l'instabilité financière. Le gouvernement annonce le 28 octobre 1982 un total des dépenses 1983 de 253,4 milliards de deutschemarks, en augmentation de 2,9 % alors que le taux d'inflation est proche de 5 %, avec 5,65 milliards d'économie, "en grande partie, dans les dépenses sociales", tandis que les "mesures destinées à encourager l'investissement et à promouvoir l'emploi" sont préservées. Parmi les mesures de "consolidation financière" 1er janvier : hausse des cotisations à l’assurance chômage, diminution des prestations familiales et de l’aide au logement, réintroduction de la cotisation des retraités à l’assurance maladie, report de la revalorisation des retraites et de l’aide sociale.

### Helmut Kohl porté par la forte reprise économique
L'Allemagne connait simultanément une forte reprise économique au creux l'hiver 1982-1983, favorisée par la diminution des taux d'intérêt de l'année puis le bond de ses exportations aux Etats-Unis, où la croissance est brusquement réveillé par un bond des commandes industrielles de 4,8% en décembre 1982, le meilleur depuis deux ans et demi, une bonne surprise due « pour l'essentiel aux équipements militaires », causant un rebond des prix des matières premières qui incite l'automobile à restocke massivement dès janvier faisant bondir sa production 40% au dessus du niveau de janvier 1982.
Le dirigeant chrétien-démocrate "représente une oasis de calme, sinon de prospérité" et "paraît plus humain, voire plus débonnaire que le hautain Helmut Schmidt", avec une victoire qui met fin aux interminables querelles de ménage entre sociaux-démocrates et libéraux", salue le quotidien français Le Monde.
La force du mark, portée par le rebond économique imprévu, crédibilise les mesures de rigueur voulue par Helmut Kohl, leader de la CDU et la baisse accélérée du dollar surprend par « sa soudaineté et son ampleur, près de 7 % en trois semaines » et permet de rendre moins chère l'importation de pétrole, notamment pour l'industrie allemande très consommatrice d'énergie. Cette baisse au profit du mark créé des tensions dans le Système monétaire européen, et la Banque de France (BDF) doit défendre la parité du franc et du franc belge vis-à-vis du mark, tombé au plancher du SME le 2 décembre 1982, quand le dollar revient à 2,44 marks et 6,91 francs pour la première fois depuis août 1982.

## Résultats

### Nationaux
|                        |                                                            |                                                            |                  |                  |                  |                  |            |       |       |        |                  |                  |                  |                  |
| Partis                 | Partis                                                     | Partis                                                     | Circonscriptions | Circonscriptions | Circonscriptions | Circonscriptions | Liste      | Liste | Liste | Liste  | Total des sièges | Total des sièges | Total des sièges | Total des sièges |
| Partis                 | Partis                                                     | Partis                                                     | Votes            | %                | Sièges           | +/-              | Votes      | %     | +/-   | Sièges | Total            | +/-              | DB               | Total            |
|                        |                                                            | Union chrétienne-démocrate d'Allemagne (CDU)               | 15 943 460       | 41,04            | 136              | 55               | 14 857 680 | 38,15 | 3,91  | 55     | 191              | 17               | 11               | 202              |
|                        | Union chrétienne-sociale en Bavière (CSU)                  | 4 318 800                                                  | 11,12            | 44               | 4                | 4 140 865        | 10,63      | 0,33  | 9     | 53     | 1                | 0                | 53               |                  |
| Total CDU/CSU          | Total CDU/CSU                                              | 20 262 260                                                 | 52,16            | 180              | 59               | 18 998 545       | 48,79      | 4,25  | 64    | 244    | 18               | 11               | 255              |                  |
|                        | Parti social-démocrate d'Allemagne (SPD)                   | Parti social-démocrate d'Allemagne (SPD)                   | 15 686 033       | 40,38            | 68               | 59               | 14 685 807 | 38,18 | 4,68  | 125    | 193              | 25               | 9                | 202              |
|                        | Parti libéral-démocrate (FDP)                              | Parti libéral-démocrate (FDP)                              | 1 087 918        | 2,80             | 0                | en stagnation    | 2 706 942  | 6,95  | 3,67  | 34     | 34               | 19               | 1                | 35               |
|                        | Les Verts (Grünen)                                         | Les Verts (Grünen)                                         | 1 609 855        | 4,14             | 0                | en stagnation    | 2 167 431  | 5,57  | 4,07  | 27     | 27               | 27               | 1                | 28               |
|                        | Parti national-démocrate d'Allemagne (NPD)                 | Parti national-démocrate d'Allemagne (NPD)                 | 57 112           | 0,15             | 0                | en stagnation    | 91 095     | 0,23  | 0,05  | 0      | 0                | en stagnation    | 0                | 0                |
|                        | Parti communiste allemand (DKP)                            | Parti communiste allemand (DKP)                            | 96 143           | 0,25             | 0                | en stagnation    | 64 986     | 0,17  | 0,02  | 0      | 0                | en stagnation    | 0                | 0                |
|                        | Parti ouvrier européen (EAP)                               | Parti ouvrier européen (EAP)                               | 7 491            | 0,02             | 0                | en stagnation    | 14 966     | 0,04  | 0,02  | 0      | 0                | en stagnation    | 0                | 0                |
|                        | Parti écologiste-démocrate (ÖDP)                           | Parti écologiste-démocrate (ÖDP)                           | 3 341            | 0,01             | 0                | en stagnation    | 11 028     | 0,03  | Nv.   | 0      | 0                | en stagnation    | 0                | 0                |
|                        | Parti chrétien populaire de Bavière (CBV)                  | Parti chrétien populaire de Bavière (CBV)                  | 2 068            | 0,01             | 0                | en stagnation    | 10 994     | 0,03  | 0,02  | 0      | 0                | en stagnation    | 0                | 0                |
|                        | Parti communiste d'Allemagne/Marxistes-léninistes (KPD/ML) | Parti communiste d'Allemagne/Marxistes-léninistes (KPD/ML) |                  |                  |                  |                  | 3 431      | 0,01  | Nv.   | 0      | 0                | en stagnation    | 0                | 0                |
|                        | Sociaux-démocrates indépendants (USD)                      | Sociaux-démocrates indépendants (USD)                      | 450              | 0,00             | 0                | en stagnation    | 3 333      | 0,01  | Nv.   | 0      | 0                | en stagnation    | 0                | 0                |
|                        | Ligue communiste d'Allemagne de l'Ouest (KWB)              | Ligue communiste d'Allemagne de l'Ouest (KWB)              | 686              | 0,00             | 0                | en stagnation    | 2 129      | 0,01  | 0,01  | 0      | 0                | en stagnation    | 0                | 0                |
|                        | Indépendants                                               | Indépendants                                               | 31 996           | 0,08             | 0                | en stagnation    |            |       |       |        | 0                | en stagnation    | 0                | 0                |
|                        |                                                            |                                                            |                  |                  |                  |                  |            |       |       |        |                  |                  |                  |                  |
| Votes valides          | Votes valides                                              | Votes valides                                              | 38 845 353       | 98,89            |                  |                  | 38 940 687 | 99,14 |       |        |                  |                  |                  |                  |
| Votes blancs et nuls   | Votes blancs et nuls                                       | Votes blancs et nuls                                       | 434 176          | 1,11             | 338 841          | 0,86             |            |       |       |        |                  |                  |                  |                  |
| Total                  | Total                                                      | Total                                                      | 39 279 529       | 100              | 250              | 2                | 39 279 529 | 100   | —     | 248    | 498              | 1                | 22               | 520              |
| Abstentions            | Abstentions                                                | Abstentions                                                | 4 809 406        | 10,91            |                  |                  | 4 809 406  | 10,91 |       |        |                  |                  |                  |                  |
| Inscrits/Participation | Inscrits/Participation                                     | Inscrits/Participation                                     | 44 088 935       | 89,09            | 44 088 935       | 89,09            |            |       |       |        |                  |                  |                  |                  |

### Par Land
| Land                        | Union                                   | SPD                                     | FDP                                     | Grünen                                  | Autres                                  |
| --------------------------- | --------------------------------------- | --------------------------------------- | --------------------------------------- | --------------------------------------- | --------------------------------------- |
| Land                        |                                         |                                         |                                         |                                         |                                         |
| Bade-Wurtemberg             | 52,6 %                                  | 31,1 %                                  | 9,0 %                                   | 6,8 %                                   | 0,5 %                                   |
| Basse-Saxe                  | 45,6 %                                  | 41,3 %                                  | 6,9 %                                   | 5,7 %                                   | 0,5 %                                   |
| Bavière                     | 59,5 %                                  | 28,9 %                                  | 6,2 %                                   | 4,7 %                                   | 0,7 %                                   |
| Berlin-Ouest                | Les députés sont choisis par le Landtag | Les députés sont choisis par le Landtag | Les députés sont choisis par le Landtag | Les députés sont choisis par le Landtag | Les députés sont choisis par le Landtag |
| Brême                       | 34,2 %                                  | 48,7 %                                  | 6,5 %                                   | 9,7 %                                   | 0,9 %                                   |
| Hambourg                    | 37,6 %                                  | 47,4 %                                  | 6,3 %                                   | 8,2 %                                   | 0,5 %                                   |
| Hesse                       | 44,3 %                                  | 41,6 %                                  | 7,6 %                                   | 6,0 %                                   | 0,5 %                                   |
| Rhénanie-du-Nord-Westphalie | 45,2 %                                  | 42,8 %                                  | 6,4 %                                   | 5,2 %                                   | 0,4 %                                   |
| Rhénanie-Palatinat          | 49,6 %                                  | 38,4 %                                  | 7,0 %                                   | 4,5 %                                   | 0,5 %                                   |
| Sarre                       | 44,8 %                                  | 43,8 %                                  | 6,0 %                                   | 4,8 %                                   | 0,6 %                                   |
| Schleswig-Holstein          | 46,5 %                                  | 41,7 %                                  | 6,3 %                                   | 5,2 %                                   | 0,3 %                                   |
| Allemagne                   | 48,8 %                                  | 38,2 %                                  | 6,9 %                                   | 5,6 %                                   | 0,5 %                                   |

## Analyse et conséquences
Les élections mobilisent relativement peu l’électorat, en dépit de l'attention de l’opinion publique aux événements politiques de l’automne 1982. La participation baisse ainsi de 1,6 point comparé à 1976 et augmente d’un demi-point seulement sur 1980.
La CDU/CSU obtient des résultats supérieurs à la moyenne là où la participation est faible, ce qui est aussi le cas des libéraux et des Verts. Les communes où la participation est forte voit par ailleurs le parti social-démocrate baisser au profit des écologistes.
La CDU obtient le second meilleur résultat de son histoire électorale. Seul le chancelier Konrad Adenauer avait fait mieux en 1957 avec 50,2%, après 8 années au pouvoir (1949-1957). Mais Helmut Kohl avait atteint 48,6 % déjà en 1976, comme en 1983, sa défaite électorale de 1980 venant du rejet provoqué par le leader de 1980, le chef de la CSU Franz Josef Strauss.
Il faut remonter aux élections de 1957 pour voir un écart de 10,6 points entre les deux grands partis. En 1957, les 19,4 points d’écart avaient conduit le SPD à un congrès extraordinaire à Bad Godesberg deux ans plus tard pour engager le processus de démarxisation du parti.
Selon l’Institut de sondage INFAS, 1,6 million environ d’électeurs sont passés du SPD à la CDU/CSU entre 1980 et 1983, chiffre "tout à fait exceptionnel dans l’histoire de l’Allemagne.
Avec 5,6 % des voix, les Verts font leur entrée au Bundestag et apportent, "au grand dam des députés des autres groupes parlementaires plus policés", des tournesols dans l'hémicycle.
Le FDP n’obtient que 2,8 % des premières voix contre 7,2% en 1980, score déjà prévu par les sondages de l'automne, son aile gauche étant passée au SPD et l'aile droite à la CDU, mais il passe malgré tout la barre des 5% car il a cependant "bénéficié de suffrages de l’électorat SPD modéré craignant un gouvernement de coalition SPD et Verts".